# Saint-Michel-sur-Meurthe
Saint-Michel-sur-Meurthe é uma comuna francesa na região administrativa de Grande Leste, no departamento de Vosges. Estende-se por uma área de 15,54 km². Em 2010 a comuna tinha 1 908 habitantes (densidade: 122,8 hab./km²).